# マグニフィセント・モーリス
マグニフィセント・モーリス（Magnificent Maurice、本名：Eugene Earl Dubuque、1927年12月11日 - 1974年3月13日）は、アメリカ合衆国のプロレスラー。ニューヨーク州ニューヨーク・シティ出身。
地元のニューヨークを中心とするノースイーストおよび太平洋岸を主戦場に、ショーマン派のヒールとして、"ハンサム" ジョニー・バレンドとのタッグチームなどで活躍した。

## 来歴
アマチュアのボディビルダーとして活動後、ニューヨークのプロレス団体イースタン・スポーツ・エンタープライズで1949年にデビュー。以降、ジーン・デュビューク（Gene DuBuque）の名義でカナダから南部まで各地を転戦してキャリアを積み、シカゴでは1951年にグレート東郷やレジー・リソワスキーとも対戦した。
1950年代中盤よりサンフランシスコ地区を主戦場に、ボブ・オートン、ロード・ブレアース、ジン・キニスキーらと共闘して、レオ・ノメリーニやエンリケ・トーレス、そして後のパートナーとなるジョニー・バレンドとも抗争を展開。1958年11月21日にはマイク・バレンチノと組んでサンフランシスコ版のNWA世界タッグ王座を獲得した。
1959年末よりマグニフィセント・モーリス（Magnificent Maurice）を名乗り、1960年にオハイオ地区でバレンドとのタッグチームを結成。ミスター・クリーンこと後のグラン・ウィザードをマネージャーに迎え、ステッキにマント、シルクハットという出で立ちのショーマン派スタイルとなり、同年12月にオハイオ・タッグ王座を獲得。以降、各地のタッグマッチ戦線を席巻した。
1962年にはWWWFの前身であるキャピトル・レスリング・コーポレーションに参戦し、バレンドとのコンビでエドワード・カーペンティア、ボボ・ブラジル、ドリー・ディクソン、アントニオ・ロッカ、アルゼンチン・アポロらと抗争。バディ・ロジャースともトリオを結成した。WWWFの発足後は、ブルーノ・サンマルチノのWWWF世界ヘビー級王座に度々挑戦している。
1964年6月、バレンドとのコンビで日本プロレスに初来日。8月17日に大阪府立体育館にて、豊登&ジャイアント馬場が保持していたアジアタッグ王座に挑戦した。来日中は馬場や吉村道明、金剛金太郎こと大木金太郎とのシングルマッチも行われた。
五大湖地区では1965年3月5日、クリス・トロス&ジョン・トロスを破ってデトロイト版のNWA世界タッグ王座を獲得したが、7月にブラジル&アート・トーマスに王座を明け渡すとコンビを解散。以降はシングルプレイヤーとなって、古巣のサンフランシスコ地区やWWWFなど各地を転戦した。1968年、当時のバレンドの主戦場だったハワイにて一時コンビを再結成し、7月17日にピーター・メイビア&ビリー・ホワイト・ウルフからNWAハワイ・タッグ王座を奪取している。
キャリア終盤はロサンゼルス地区で活動し、1969年にはペッパー・ゴメスやミル・マスカラス、1970年にはミスター・モトや坂口征二とも対戦した。
セミリタイア後はハリウッドで俳優に転身したが、1974年3月13日、映画撮影の帰路に搭乗していた飛行機の墜落事故により死去。46歳没。

## 得意技
- エルボー・スマッシュ[2]
- キチンシンク

## 獲得タイトル
ミッドウエスト・レスリング・アソシエーション
- オハイオ・ヘビー級王座：1回[9]
- オハイオ・タッグ王座：1回（w / ジョニー・バレンド）[9]

アメリカン・レスリング・アライアンス
- AWA世界タッグ王座（インディアナ版）：1回（w / ジョニー・バレンド）[9]

NWAサンフランシスコ
- NWA太平洋岸ヘビー級王座（サンフランシスコ版）：2回[18]
- NWA世界タッグ王座（サンフランシスコ版）：2回（w / マイク・バレンチノ、フリッツ・フォン・ゲーリング（英語版））[8]

NWAデトロイト
- NWA世界タッグ王座（デトロイト版）：1回（w / ジョニー・バレンド）[14]

NWAミッドパシフィック・プロモーションズ
- NWAハワイ・タッグ王座：1回（w / ジョニー・バレンド）[15]